# Muralla de Plasencia
La muralla de Plasencia es una cerca militar medieval, que rodea el casco histórico de la ciudad de Plasencia, situada en la provincia de Cáceres, comunidad autónoma de Extremadura, España.
Fue construida a finales del siglo XII con fines defensivos, siendo su principal promotor Alfonso VIII de Castilla, quien en 1186 fundó la ciudad para defender tanto su frontera meridional con los territorios andalusíes como su frontera occidental con el reino de León. Aunque en los períodos del Renacimiento y Barroco se llevaron a cabo innovaciones artísticas en sus puertas de acceso, el resto de la muralla se conserva casi intacta desde sus orígenes, cercando todavía en la actualidad el acceso al recinto intramuros.

## Historia

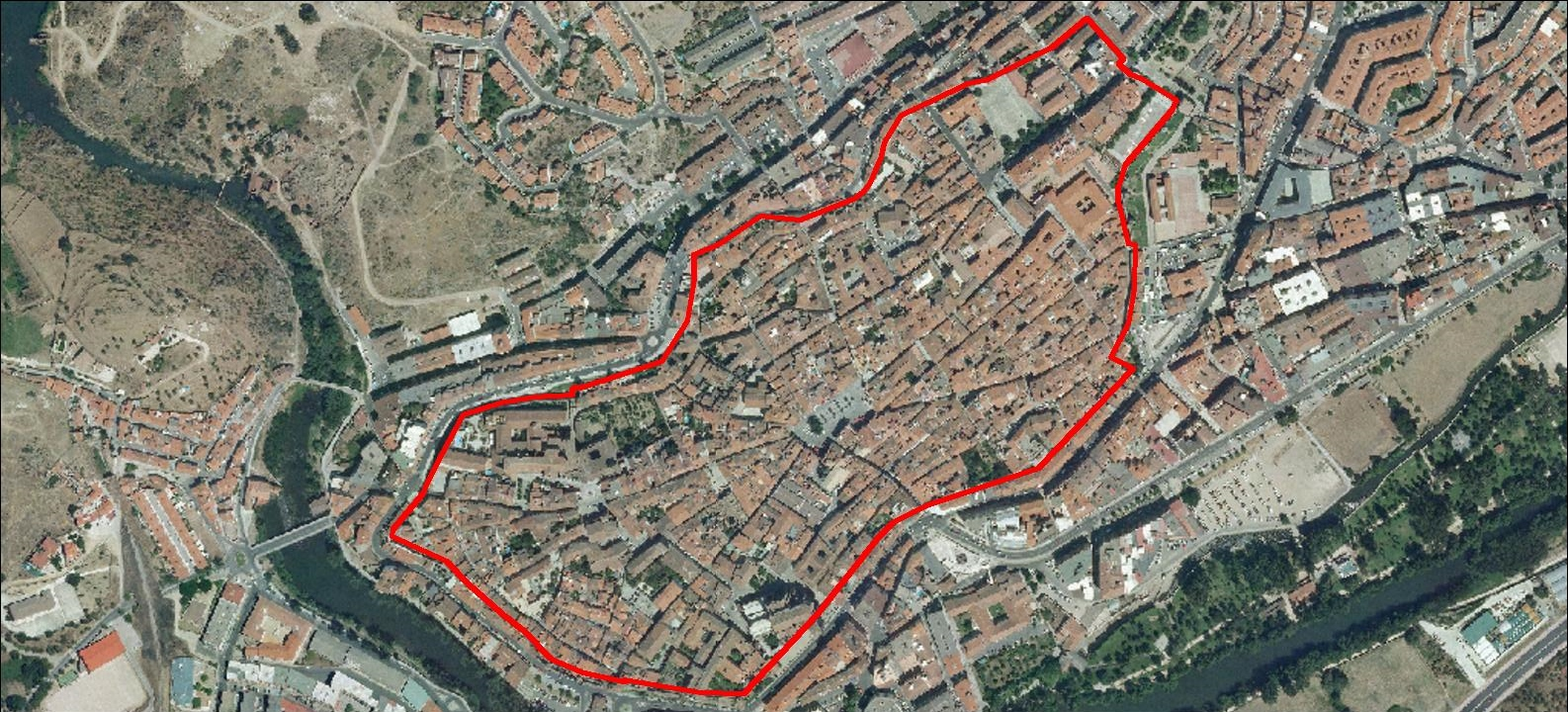
Recinto amurallado de Plasencia sobre ortofoto.

La muralla comenzó a construirse a finales del siglo XII. En esta época, Alfonso VIII de Castilla conquistó el pequeño asentamiento andalusí que existía en el lugar y lo convirtió en una de las principales ciudades de sus nuevas tierras, fundándose así la actual ciudad de Plasencia en 1186. El rey castellano pretendía así defender tanto su frontera meridional con los territorios andalusíes como su frontera occidental con el reino de León. En 1195, Abu Yaqub Yusuf al-Mansur, aprovechando el pánico provocado entre los cristianos por la batalla de Alarcos, reconquistó para los andalusíes el centro-este de la actual Extremadura, alcanzando en 1196 Plasencia, cuyas murallas todavía no estaban terminadas. Cuando Alfonso VIII reconquistó definitivamente la ciudad en 1197, hizo de su construcción completa una de sus principales prioridades, logrando los castellanos completar la edificación en un tiempo récord de nueve meses y con el esfuerzo de diez mil hombres.
Con el tiempo, las murallas fueron perdiendo su finalidad estratégica, al producirse la unificación de la Corona de Castilla y avanzar la frontera cristiana hacia el sur, aunque siguieron funcionando como elemento defensivo. En el Renacimiento se aprovechó para reformar algunas puertas y darle un nuevo aspecto, datando de esta época la forma actual de algunas como la puerta del Sol o la puerta de Berrozanas. En el siglo XVIII destacó la reforma barroca de la puerta de Trujillo, que pasó a ser el actual Cañón de la Salud. A finales del siglo XIX se derribaron algunas partes de la muralla, supuestamente para sanear la viciada atmósfera del recinto intramuros.

## Características

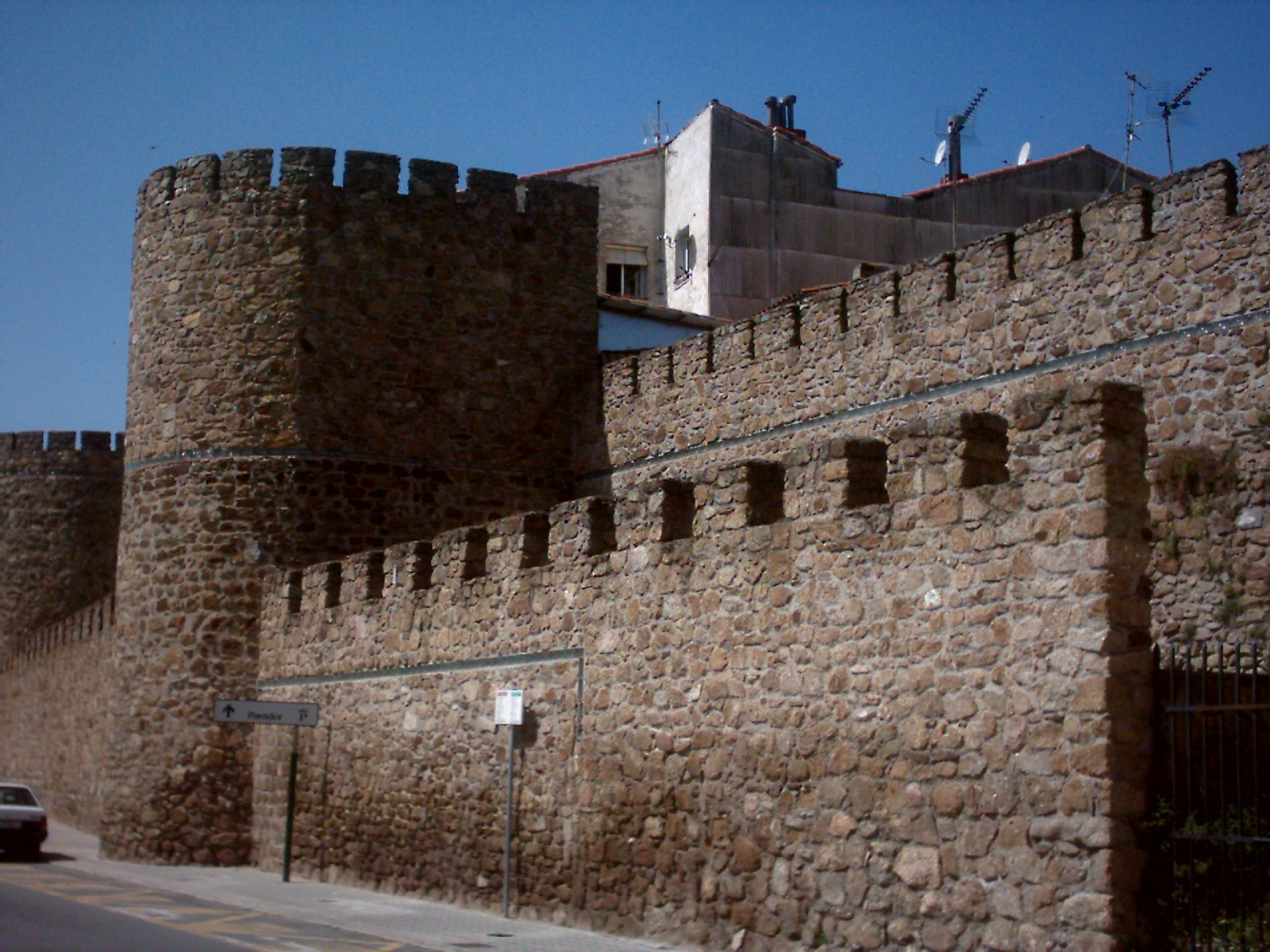
Cubo y barbacana.

El origen de la ciudad de Plasencia, militar y de repoblación, determinó la morfología de su muralla: un amplio recinto capaz de albergar, en caso de peligro, a los habitantes del alfoz de la ciudad junto con sus ganados y enseres.
Dada la imprecisión a la que obliga el estado actual de conservación, con grandes fragmentos de muralla perdidos, puede decirse aproximadamente que la superficie cartográfica que ocupaba el recinto amurallado era de 26,71 ha y su perímetro de 2,44 km, sin incluir la barbacana y cubos.
El objetivo de Alfonso VIII era hacer de Plasencia una ciudad-fortaleza, capaz de hacer frente a musulmanes y leoneses. Por ello, la muralla consta de un doble sistema defensivo, con un paño alto, de gran grosor, y una barbacana exterior, más baja, separados entre sí por un foso. Además, el río Jerte servía como elemento defensivo, pues rodea buena parte de la ciudad.
Los muros se encontraban reforzados con una serie de cubos: torreones de planta semicircular y peraltados. No se sabe con exactitud el número de cubos de que constaba la muralla. Algunos autores hablan de más de 70, más los correspondientes a la zona del desaparecido Alcázar. Sobreviven 26 cubos.
La mayor parte de la muralla está construida con mampostería, la cual se supone sería extraída a pie de obra. Se trata por tanto de sillarejos y bloques irregulares, que se unen mediante mortero de tierra y cal, rellenándose los espacios intermedios con otras piedras pequeñas.

## Puertas y postigos

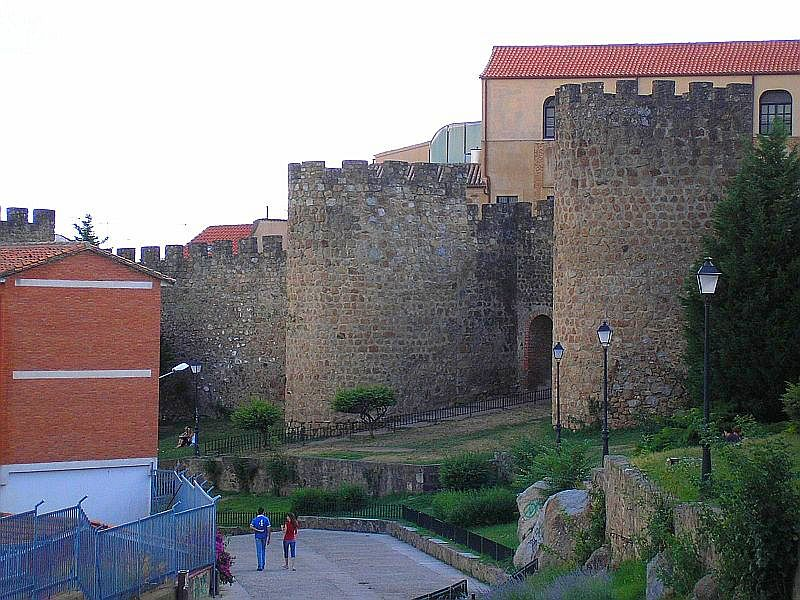
Postigo de Santiago.

Las puertas y postigos son, empezando por el norte y en sentido horario: la puerta de la Fortaleza o de San Antón (desaparecida), el postigo de Santiago, la puerta del Carro, la puerta del Sol, la puerta del Clavero, la puerta de Talavera, el postigo de Santa María, la puerta de Trujillo (actual Cañón de la Salud), la puerta de Coria, la puerta de Berrozanas y el postigo del Salvador. Estos accesos todavía se siguen usando para entrar a la zona centro de Plasencia.

### Puerta del Sol

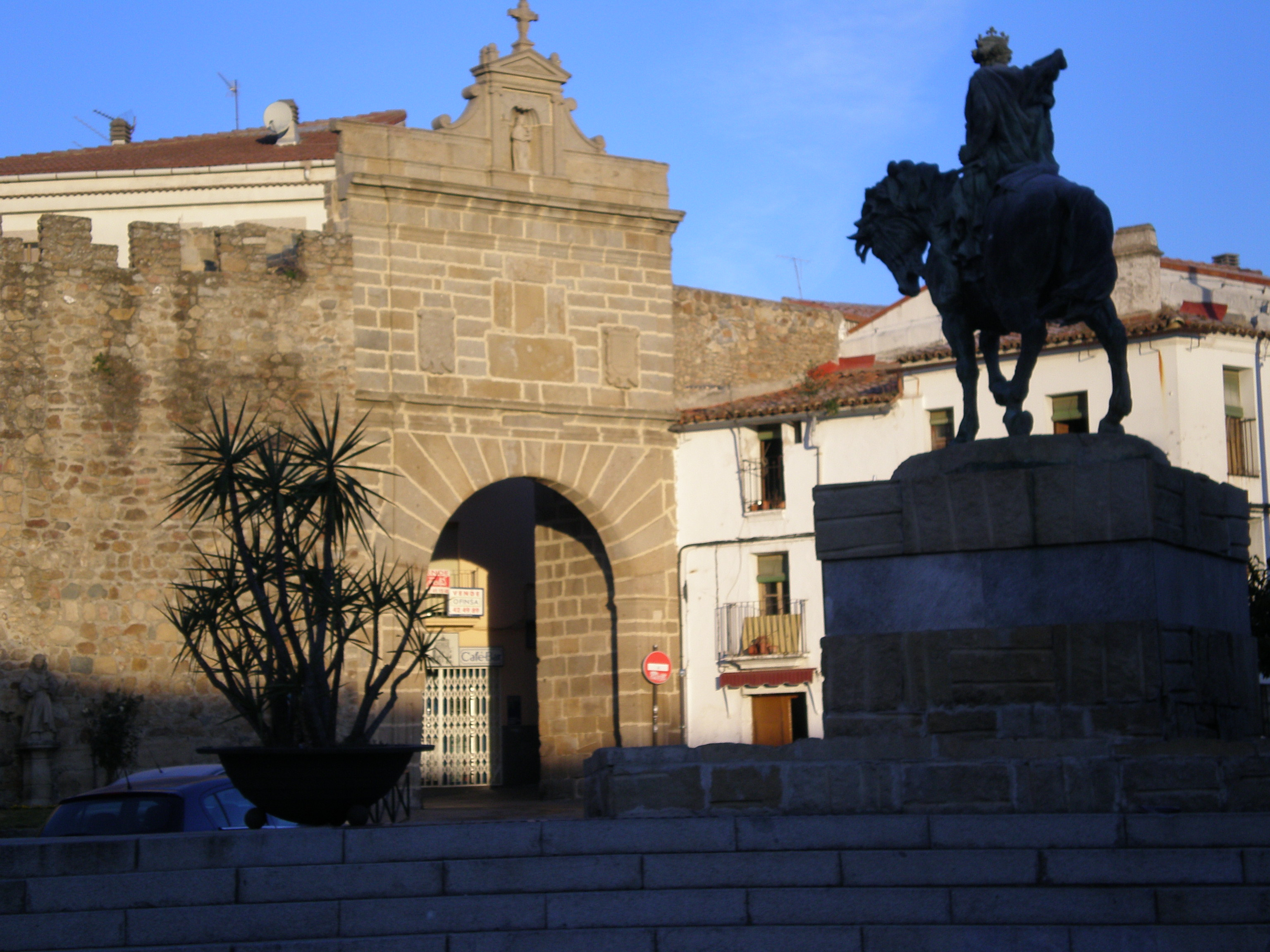
Puerta del Sol

La puerta del Sol se llama así por su orientación al este. Originalmente estaba flanqueada por dos torres, pero su aspecto actual deriva de la remodelación realizada hacia 1573. Es una estructura de estilo renacentista que tiene de notable el singular estudio de estereotomía en el despiece de sillares y en las dovelas, con el objetivo de conseguir un ángulo exacto hacia el orto, consiguiendo así que los rayos solares vayan directamente hacia el interior de la calle del Sol. En su exterior se ubica un gran espacio público con monumentos como el hospital de San Roque o el convento de San Miguel.

### Puerta del Clavero

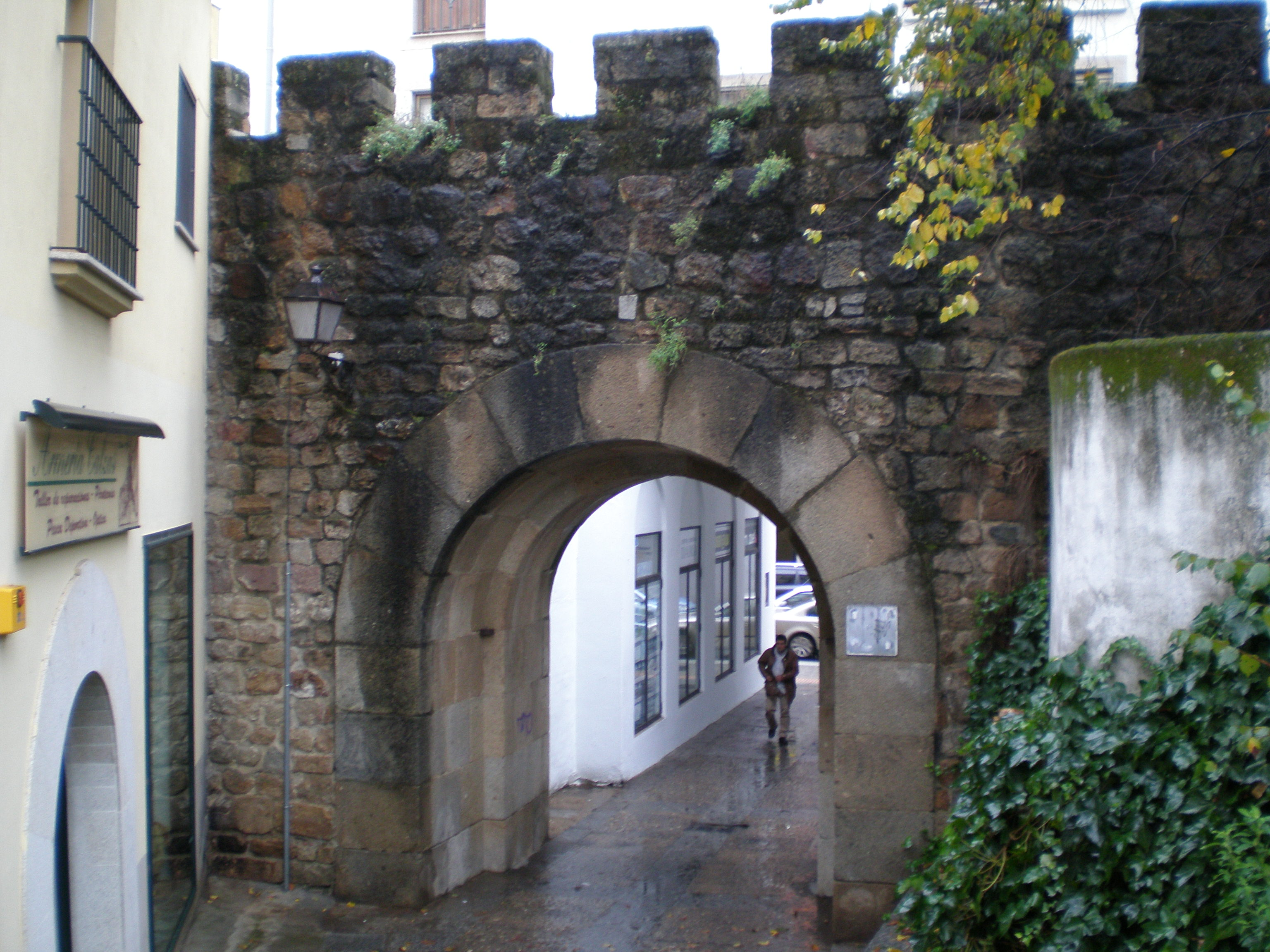
Puerta del Clavero desde el interior.

La puerta del Clavero se encuentra situada entre la Puerta del Sol y el Postigo de Santa María, cerca de la Catedral Nueva.

### Puerta de Talavera
La puerta de Talavera era la más cercana a la Plaza Mayor y se ubicaba mirando al sureste. Actualmente, lo único que se conserva en su ubicación original al final de la calle Talavera son las jambas de la puerta, ya que la puerta fue derribada en 1704, durante la guerra de sucesión española, como forma de dar la bienvenida a Felipe V por parte de los borbónicos placentinos. El Palacio Municipal conserva la inscripción que se ubicaba en esta puerta.

### Postigo de Santa María
El postigo de Santa María se ubica en las cercanías del conjunto de las catedrales. Está flanqueado por un cubo de la muralla y por la torre campanario de la catedral.

### Cañón de la Salud (puerta de Trujillo)

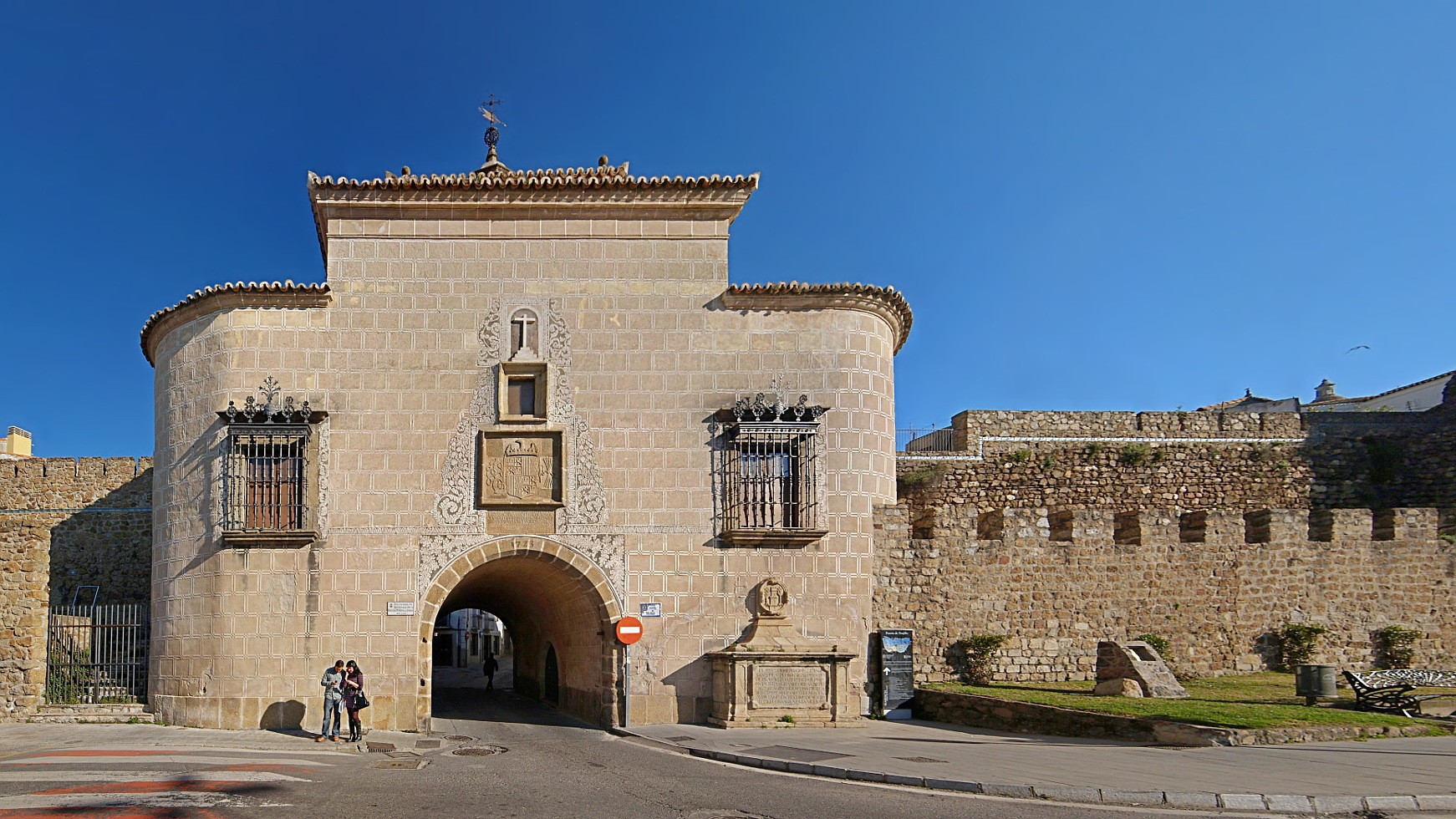
Cañón de la Salud

El Cañón de la Salud es una peculiar estructura que se construyó entre 1721 y 1723 en lo que originalmente era la puerta de Trujillo, que daba acceso a la ciudad desde el sur a través del vecino puente de Trujillo. Sobre esta puerta se había creado una capilla dedicada a la Virgen de la Salud que llegó a tener una gran devoción en Plasencia, por lo que en el siglo XVIII se fusionó la puerta con los dos cubos que la protegían para crear una ermita. La fachada de extramuros del edificio está considerada uno de los principales símbolos de Plasencia, por ser el primer monumento del casco antiguo que se ve desde su acceso meridional y ubicarse en una zona muy transitada.

### Puerta de Coria

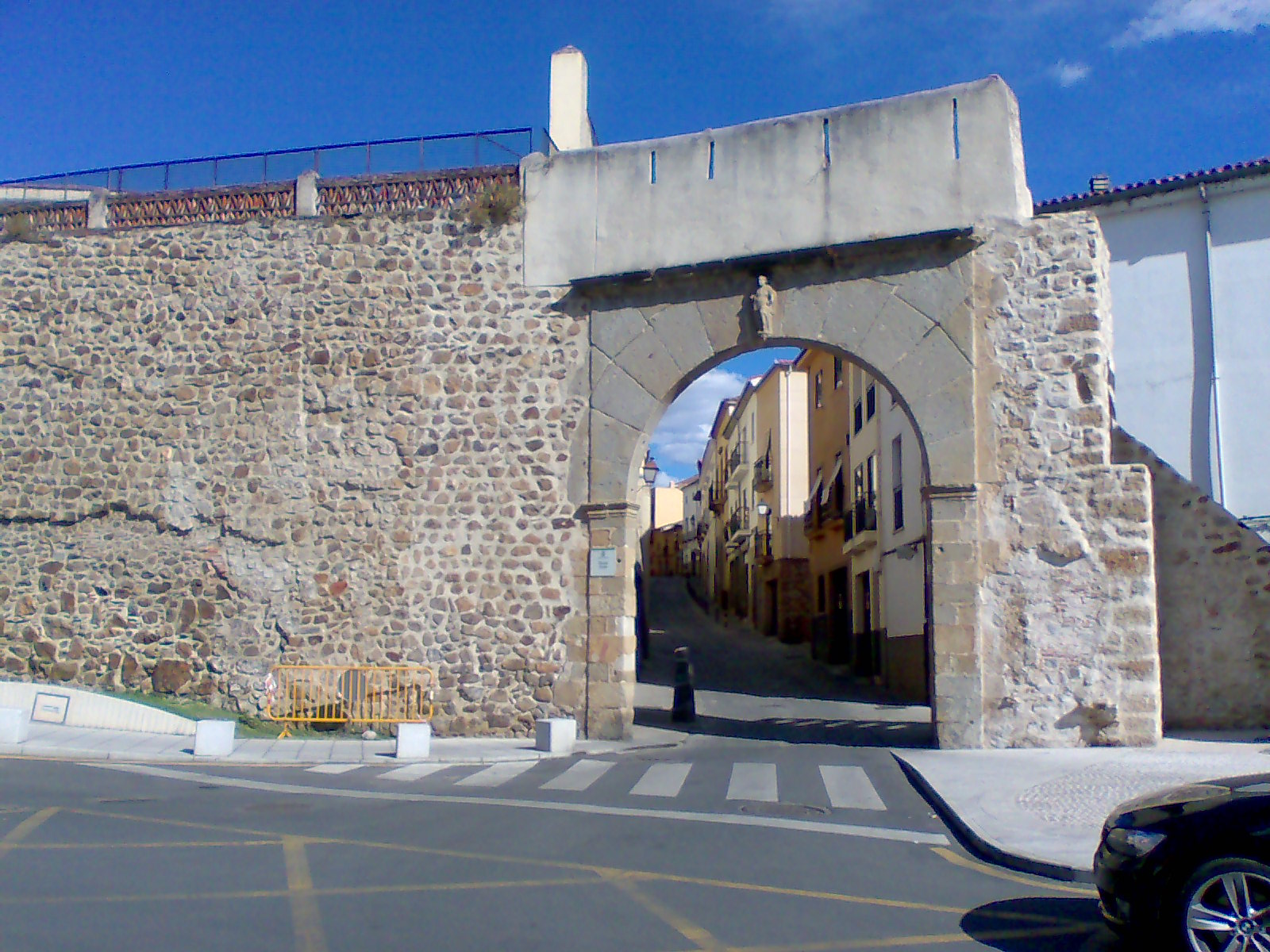
Puerta de Coria

La puerta de Coria separaba el barrio intramuros de la iglesia de la Magdalena de la zona extramuros de almazaras y tenerías que se ubicaban en el río Jerte junto al puente de San Lázaro. Se distinguía de otras puertas por tener una sola torre defensiva en el sur, ya que al norte contaba con una defensa natural al haber un profundo desnivel hacia el río Jerte, lo cual se conocía localmente como la "quebrada de la Mota". Es una puerta de estructura y ornamentación muy sencillas, formada por un arco de medio punto con una figura humana en su clave.

### Puerta de los Judíos
Recientemente se ha localizado la denominada "puerta de los Judíos" en el lateral oeste de la muralla, en la zona del Parador de Turismo. Posiblemente se trate de un postigo que fue clausurado en los siglos XV-XVI y abierto y remodelado en el siglo XVII como puerta secundaria para dar acceso a temas logísticos del Convento de San Vicente Ferrer (actual Parador de Turismo).

### Puerta de Berrozanas

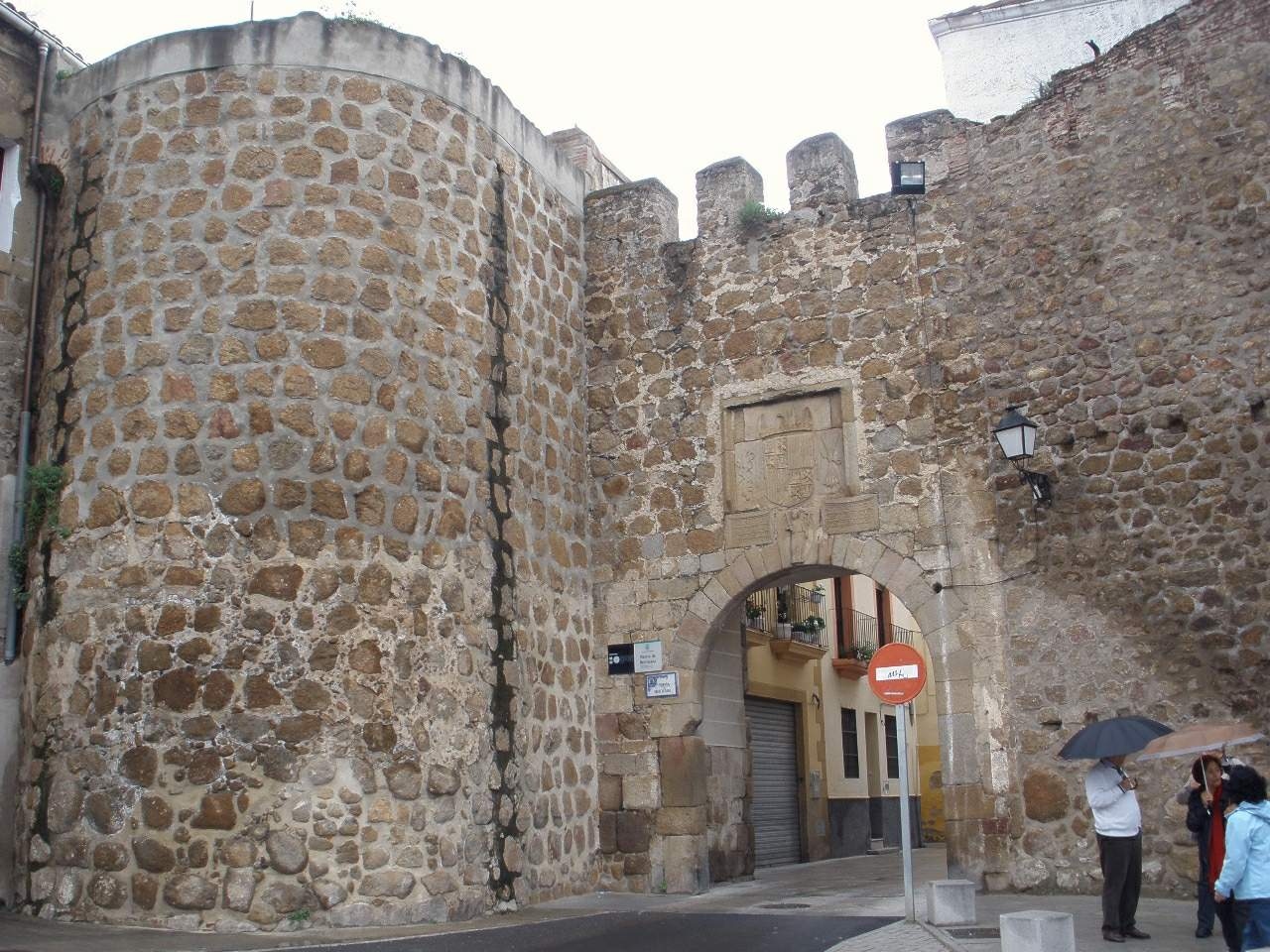
Puerta de Berrozanas

La puerta de Berrozanas debe su nombre a que está situada en el camino que da acceso a la dehesa de Berrozanas, perteneciente al vecino municipio de Oliva de Plasencia. Por esta puerta se accedía desde el arrabal de San Julián de extramuros al barrio nobiliario de la iglesia de San Martín. De este modo, comunicaba la zona en la que residían los nobles placentinos con el cementerio judío y el puente de San Lázaro. Es un arco de medio punto que sostiene un escudo de los Reyes Católicos y está rematado en cuatro almenas.

### Postigo del Salvador
El postigo del Salvador está situado en las cercanías de la iglesia del mismo nombre. Daba acceso a la ciudad desde la zona norte. Ha sido restaurado recientemente.

## Alcázar
El sistema defensivo de Plasencia estaba reforzado por el Alcázar. Esta fortaleza fue construida al mismo tiempo que los cubos de la muralla, a finales del siglo XII o principios del XIII. Se emplazaba en la parte más alta de la ciudad, en el extremo nordeste de la muralla. Estaba cercado por tres muros, con un foso de agua en casi todo su perímetro. Era de planta cuadrada, con una torre cilíndrica en cada esquina. En medio de cada lienzo tenía otra torre, rectangular la del este y semicirculares las otra tres. La puerta principal, abierta al oeste, defendida por dos torres del primer muro y provista de puente levadizo, comunicaba con una segunda puerta, abierta al patio de armas.
El alcázar quedó totalmente destruido en 1937, por lo cual no queda nada de él.

### Torre Lucía
La Torre Lucía es una de las torres defensivas más importantes y mejor conservada. Se llama así porque en su cima se encendían las hogueras que avisaban a la población de la comarca en caso de peligro.
Actualmente, la torre alberga el Centro de la Fortaleza y Ciudad Medieval, que ofrece información sobre la desaparecida fortaleza, la Plasencia medieval y su historia.

## Representaciones virtuales
En el año 2019 se realizó la primera representación virtual completa de la muralla, gracias a un proyecto personal.